# Serie Mundial Amateur de Béisbol de 1961
La XV Serie Mundial Amateur de Béisbol se llevó a cabo en San José, Costa Rica del 7 de abril al 21 de abril de 1961.

## Primera Ronda
Los tres primeros equipos de cada grupo clasificaron a la ronda final.

### Grupo A
| Posición | Equipo      | Ganados | Perdidos |
| -------- | ----------- | ------- | -------- |
| 1        | Panamá      | 4       | 0        |
| 2        | Venezuela   | 3       | 1        |
| 3        | Costa Rica  | 2       | 2        |
| 4        | Honduras    | 1       | 3        |
| 5        | El Salvador | 0       | 4        |

### Grupo B
| Posición | Equipo                | Ganados | Perdidos |
| -------- | --------------------- | ------- | -------- |
| 1        | Cuba                  | 4       | 0        |
| 2        | México                | 3       | 1        |
| 3        | Guatemala             | 1       | 3        |
| 4        | Nicaragua             | 1       | 3        |
| 5        | Antillas Neerlandesas | 1       | 3        |

## Ronda final
| Posición | Equipo     | Ganados | Perdidos |
| -------- | ---------- | ------- | -------- |
| 1        | Cuba       | 5       | 0        |
| 2        | México     | 4       | 1        |
| 3        | Venezuela  | 3       | 2        |
| 4        | Panamá     | 2       | 3        |
| 5        | Costa Rica | 1       | 4        |
| 6        | Guatemala  | 0       | 5        |

| Cuba          |
| Campeón Cuba  |
| Octavo título |

## Clasificación final
| Posición | Equipo                | Ganados | Perdidos |
| -------- | --------------------- | ------- | -------- |
| 1        | Cuba                  | 9       | 0        |
| 2        | México                | 7       | 2        |
| 3        | Venezuela             | 6       | 3        |
| 4        | Panamá                | 6       | 3        |
| 5        | Costa Rica            | 4       | 5        |
| 6        | Guatemala             | 1       | 8        |
| 7        | Honduras              | 1       | 3        |
| 8        | Antillas Neerlandesas | 1       | 3        |
| 9        | Nicaragua             | 1       | 3        |
| 10       | El Salvador           | 0       | 4        |